# Martha Karua
Martha Karua (Contea di Kirinyaga, 22 settembre 1957) è una politica keniota, che ha ricoperto l'incarico di parlamentare dal 1992 e di ministro della giustizia sino al 2009.

## Biografia
Martha Karua ha tre sorelle e quattro fratelli. Dopo essersi laureata all'età di 24 anni in giurisprudenza, presso l'Università di Nairobi, ha svolto la professione di magistrato in diverse corti del Kenya.
Oltre all'attività nella magistratura, la Karua ha avviato uno studio legale.

### Attività politica
Eletta parlamentare nel 1992, ha ricoperto gli incarichi di ministro della giustizia e di ministro per le risorse idriche. Si è candidata alle elezioni keniote del 2013 per ricoprire l'incarico di Presidente del Paese, raccogliendo lo 0,36% dei voti.